# Mirdschaweh (Verwaltungsbezirk)
Mirdschaweh (persisch میرجاوه) ist ein Schahrestan (persisch شهرستان) in der Provinz Sistan und Belutschistan in Iran. Er enthält die Stadt Mirdschaweh, welche die Hauptstadt des Verwaltungsbezirks ist. Der Bezirk grenzt im Osten an Pakistan.

## Geschichte
Der Bezirk entstand 2013 aus Teilen von Zahedan.

## Demografie
Bei der Volkszählung 2016 betrug die Einwohnerzahl des Schahrestan 45.357. Die Alphabetisierung lag bei 73 Prozent der Bevölkerung. Knapp 21 Prozent der Bevölkerung lebten in urbanen Regionen.
| Zensusjahr | Einwohnerzahl |
| ---------- | ------------- |
| 2011       | 39.873        |
| 2016       | 45.357        |